# Репертуар Московского академического театра имени Вл. Маяковского
Репертуар Московского академического театра имени Вл. Маяковского с момента основания до настоящего времени.
В репертуар театра имени Вл. Маяковского входят спектакли по пьесам российских и зарубежных авторов, среди них классические постановки и современная драматургия. Афиша театра охватывает актуальные театральные тренды, включая пьесы, которые были поставлены на ведущих сценах мира, а также спектакли, созданные молодыми талантливыми режиссерами. В репертуаре присутствуют в том числе и детские спектакли.
В театре функционируют 3 сцены: основная, малая и сцена на Сретенке. Также некоторые концерты и мероприятия проводятся в арт-пространстве «Маяк».

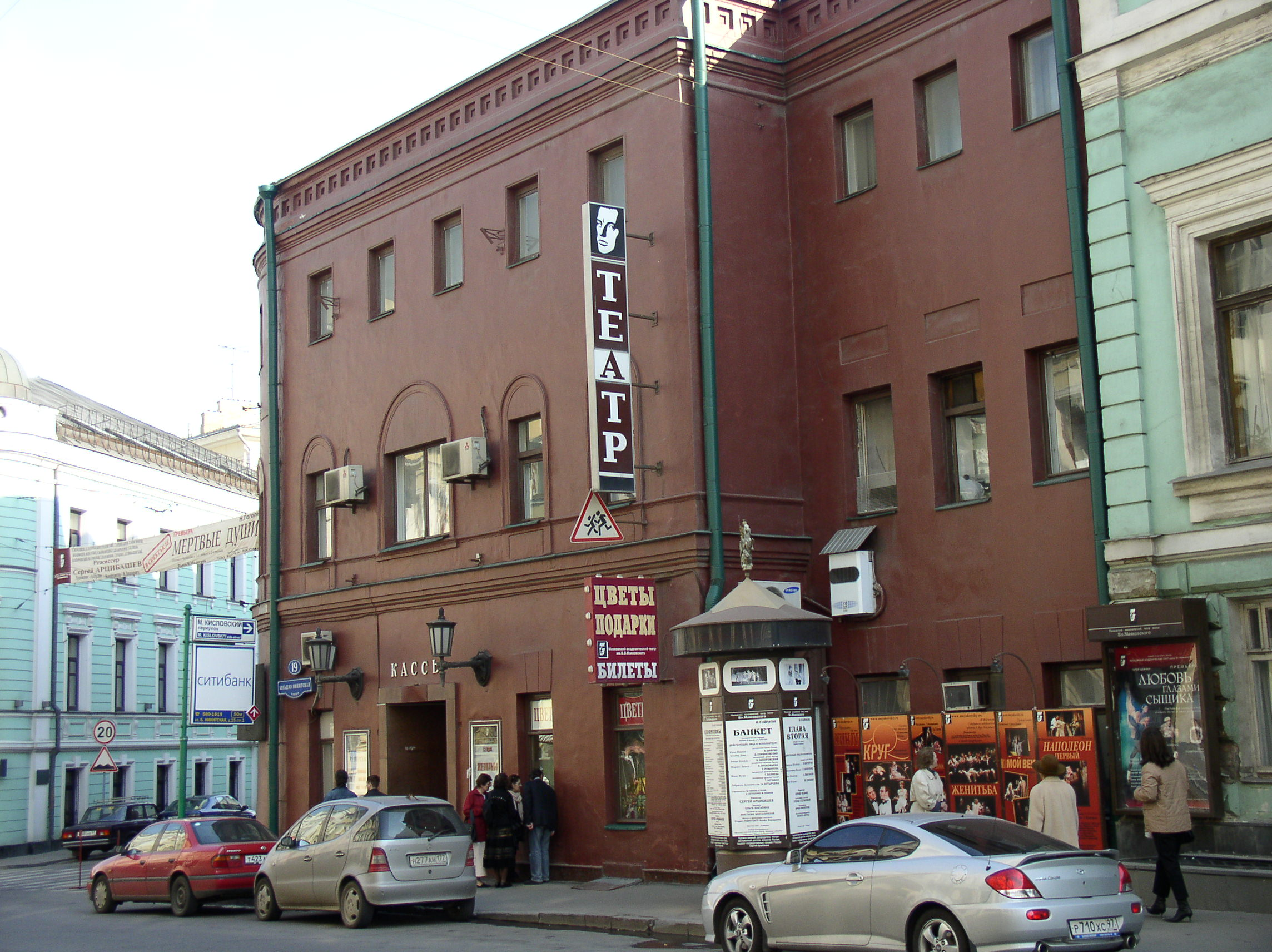
Кассы театра. Вид со стороны Большой Ниитской улицы

## 1920-е
1922
- 1922 — «Ночь» М. Мартине. Постановка: А. Б. Велижев, художник: О. Ф. Амосова, музыка: П. Б. Зенкевича, перевод: С. М. Городецкого. (премьера 29.10.1922)[1]
- 1922 — «Разрушители машин» Э. Толлера. Постановка: В. Э. Мейерхольд, режиссёр: П. П. Репнин, художник: В. П. Комарденков, музыка Н. В. Карташова. (премьера 03.11.1922) [1]

1923
- 1923 — «Человек-масса» Э. Толлера. Постановка: В. Э. Мейерхольд, режиссёр: А. Б. Велижев, художник: В. А. Шестаков, музыка П. Б. Зенкевича. (премьера 30.01.1923)[1]
- 1923 — «Спартак» В. М. Волькенштейна. Постановка В. М. Бебутова, художник: В. А. Шестаков, музыка Н. Н. Попова. (премьера 10.04.1923)[1]
- 1923 — «Возвращение Дон Жуана» («Керенщина») П. С. Сухотина и Н. М. Щекотова. Постановка: В. Э. Мейерхольд, режиссёр: А. Б. Велижев, художник: В. П. Комарденков, музыка Н. Н. Попова. (премьера 12.04.1923)[1]
- 1923 — «Доходное место» А. Н. Островского. Постановка В. Э. Мейерхольда, художник: В. А. Шестаков, музыка Н. Н. Попова. (премьера 15.05.1923)[1]
- 1923 — «Озеро Люль» А. М. Файко. Постановка В. Э. Мейерхольда, сорежиссёр: А. М. Роом, художник: В. А. Шестаков, музыка Н. Н. Попова. (премьера 08.11.1923)[1]

1924
- 1924 — «Стенька Разин» В. В. Каменского. Постановка В. М. Бебутова, художник: К. А. Вялов, музыка Н. Н. Попова. (премьера 06.02.1924)
- 1924 — «Кадриль с ангелами» по роману «Восстание ангелов» А. Франса, инсценировка А. Я. Нирге. Постановка А. Л. Грипича, художник: В. А. Шестаков, музыка Н. Н. Попова. (премьера 28.09.1924)[1]
- 1924 — «Эхо» В. Н. Билль-Белоцерковского. Постановка А. Л. Грипича, художник: В. А. Шестаков, музыка Н. Н. Попова. (премьера 08.11.1924)[1]

1925
- 1925 — «Воздушный пирог» Б. С. Ромашова (премьера 19 февраля). Постановка А. Л. Грипича, художник В. А. Шестаков, музыка Н. Н. Попова[1].
- 1925 — «Ужовка» М. В. Шимкевича (премьера 20 ноября). Постановка А. Л. Грипича, художник В. И. Люшин, музыка Н. Н. Попова[1].
- 1925 — «Барометр показывает бурю» А. Ф. Насимовича (премьера 30 декабря). Постановка В. Д. Королёва, художник В. А. Шестаков, музыка Н. Н. Попова[1].

1926
- 1926 — «Конец Криворыльска» Б. С. Ромашова (премьера 30 марта). Постановка А. Л. Грипича, сорежиссёр Б. С. Ромашов, художник В. А. Шестаков, музыка Н. Н. Попова[1].
- 1926 — «Акулина Петровна» А. Войнова (А. И. Дандуровой) (премьера 2 мая). Постановка М. А. Терешковича, художник В. А. Шестаков[1].
- 1926 — «Купите револьвер» Б. Иллеша (премьера 30 декабря). Постановка В. Д. Королёва, художник С. М. Ефименко, музыкальное оформление Н. Н. Попова[1].

1927

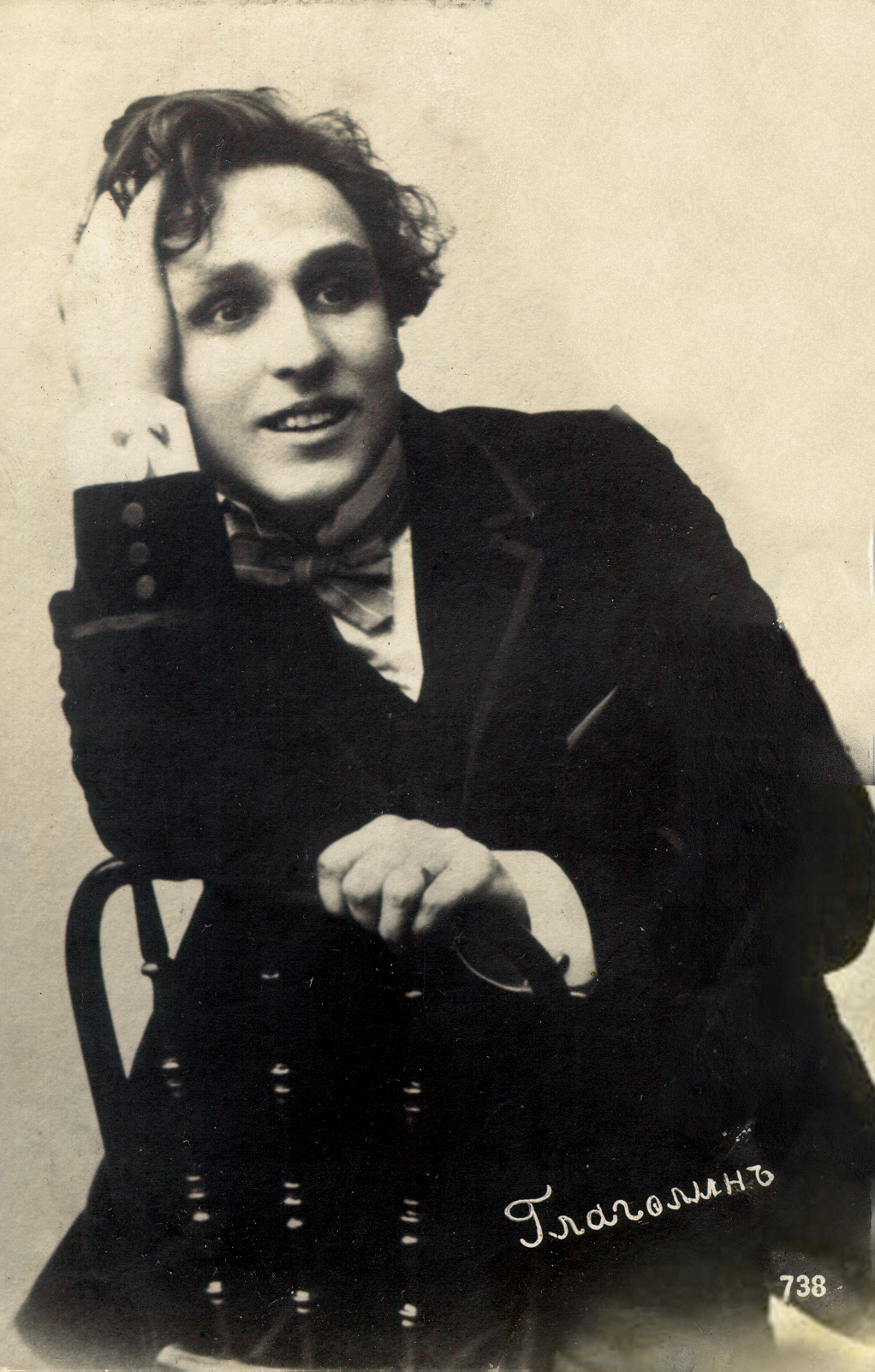
Борис Глаголин

- 1927 — «Рост» А. Г. Глебова (премьера 27 января). Постановка В. В. Люце, художник Г. Л. Миллер, музыка Н. Н. Попова[1].
- 1927 — «Амба» З. А. Чалой (премьера 21 марта). Постановка П. В. Урбановича, художник Л. М. Зотов, музыка Н. Н. Попова[1].
- 1927 — «Наследство Рабурдена» Э. Золя (премьера 4 апреля). Постановка М. А. Терешковича, художник Р. В. Распопов, музыкальное оформление Н. Н. Попова[1].
- 1927 — «Матрац» Б. С. Ромашова (премьера 24 апреля). Постановка Б. С. Глаголина, сорежиссёр Б. С. Ромашов, художник В. А. Шестаков, музыка Н. Н. Попова[1].
- 1927 — «Голгофа» Д. Ф. Чижевского (премьера 8 ноября). Постановка М. А. Терешковича, художник А. К. Буров, музыка Н. Н. Попова[1].

1928
- 1928 — «Человек с портфелем» А. М. Файко (премьера 14 февраля). Постановка А. Д. Дикого, художник Н. П. Акимов, музыка Н. Н. Попова[1].
- 1928 — «Когда поют петухи» Ю. Н. Юрьина (премьера 22 марта). Постановка М. А. Терешковича и К. А. Зубова, художник Р. В. Распопов, музыка Н. Н. Попова[1].
- 1928 — «Гоп-ля, мы живём!» Э. Толлера (премьера 15 декабря). Постановка В. Ф. Фёдорова, художник И. Ю. Шлепянов, музыка Н. Н. Попова[1].

1929
- 1929 — «Инга» А. Г. Глебова (премьера 14 марта). Постановка М. А. Терешковича, художник А. М. Родченко, музыка Н. Н. Попова[1].
- 1929 — «Гора» З. А. Чалой (премьера 27 апреля). Постановка К. А. Зубова, художник И. Ю. Шлепянов, музыка Н. Н. Попова[1].

## 1930-е
1930
- 1930 — «Партбилет» А. И. Завалишина (премьера 28 февраля). Постановка В. Ф. Фёдорова, художник И. Ю. Шлепянов, музыка Н. Н. Попова[1].
- 1930 — «12-й С-261» Б. П. Баркова (премьера 30 марта). Постановка К. А. Зубова, художник Б. И. Волков, музыка Н. Н. Попова[1].
- 1930 — «История одного убийства» М. Ю. Левидова по М.Андерсону и Г. Хикерсону (премьера 11 мая). Постановка Л. А. Волкова, художник И. Ю. Шлепянов], музыка В. Н. Крюкова[1].
- 1930 — «Первая конная» В. В. Вишневского (премьера 25 сентября). Постановка А. Д. Дикого, художник И. М. Рабинович, музыка Н. Н. Попова[1].

1931
- 1931 — «Поэма о топоре» Н. Ф. Погодина (премьера 6 февраля). Постановка А. Д. Попова, художник И. Ю. Шлепянов, музыка Н. Н. Попова[1].
- 1931 — «Стройфронт» А. И. Завалишина (премьера 29 апреля). Постановка и оформление И. Ю. Шлепянова, музыка Н. Н. Попова[1].

1932
- 1932 — «Улица радости» Н. А. Зархи (премьера 5 марта). Постановка и оформление И. Ю. Шлепянова, музыка Н. Н. Попова[1].
- 1932 — «Мой друг» Н. Ф. Погодина (премьера 11 ноября). Постановка А. Д. Попова, художник И. Ю. Шлепянов, музыка Л. А. Половинкина[1].

1933
- 1933 — «На Западе бой» В. В. Вишневского (премьера 19 февраля). Постановка и оформление И. Ю. Шлепянова, музыка В. Н. Крюкова[1].
- 1933 — «Недоросль» Д. И. Фонвизина (премьера 18 октября). Постановка В. Н. Власова, художник К. Ф. Кулешов, музыка И. М. Мееровича[1].

1934
- 1934 — «После бала» Н. Ф. Погодина (премьера 12 апреля). Постановка А. Д. Попова, художник И. Ю. Шлепянов, музыкальное оформление И. М. Мееровича[1].
- 1934 — «Личная жизнь» В. А. Соловьёва (премьера 14 мая). Постановка И. Ю. Шлепянова, художник Н. П. Прусаков, музыка В. Н. Крюкова[1].

1935
- 1935 — «Отважный трус» И. В. Штока и А. С. Смоляна (премьера 2 января). Постановка В. Н. Власова, художник К. Ф. Кулешов, музыка В. Н. Крюкова[1].
- 1935 — «Ромео и Джульетта» Шекспира (премьера 11 мая). Постановка А. Д. Попова, сопостановщик и художник И. Ю. Шлепянов, режиссёры Б. М. Седой, Д. В. Тункель, С. В. Шервинский, музыка В. Н. Крюкова, балетмейстер И. А. Моисеев[1].
- 1935 — «Умка — Белый Медведь» И. Л. Сельвинского (премьера 14 октября). Постановка В. Н. Власова, режиссёры Д. Н. Орлов и Н. А. Раевский, художник Н. П. Прусаков, музыка В. Н. Крюкова[1].

1936
- 1936 — «Лестница славы» («Искусство карьеры») Э. Скриба (премьера 9 января). Постановка М. М. Штрауха, режиссёры Ю. С. Глизер, В. П. Ключарев, С. В. Шервинский, художник П. В. Вильямс, музыка В. Я. Шебалина[1].
- 1936 — «Концерт» («Александр Шигорин») А. М. Файко (премьера 10 апреля). Постановка И. Ю. Шлепянова, режиссёры Н. А. Раевский, А. М. Файко, художник К. Ф. Кулешов, музыка В. Я. Шебалина и Т. Н. Хренникова[1].
- 1936 — «Гибель эскадры» А. Е. Корнейчука (премьера 26 ноября). Постановка И. Ю. Шлепянова, сопостановщики М. М. Штраух и В. Н. Власов, режиссёр Н. А. Раевский, художник Б. И. Волков, музыка А. В. Александрова[1].

## 1950-е
1953
- 1953 — Гроза А. Н. Островского. Режиссёр: Николай Охлопков

1954
- 1954 — «Гамлет» У. Шекспира. Режиссёр: Николай Охлопков

1956
- 1956 — «Гостиница „Астория“» А. П. Штейна. Режиссёр: Николай Охлопков

## 1960-е
1960
- 1960 — «Мамаша Кураж и её дети» Бертольта Брехта. Режиссёр: М. Штраух. Художник К. Кулешов. В ролях: Кураж — Юдифь Глизер, Эйлифа — Анатолий Ромашин, Катрин — Татьяна Карпова, повар — Пётр Аржанов.
- 1960 — «Иркутская история» А. А. Арбузова. Режиссёр: Николай Охлопков

1961
- 1961 — «Медея» Еврипида. Режиссёр: Николай Охлопков

1964
- 1964 — «Кавказский меловой круг» Бертольта Брехта. Режиссёр: В. Дудин. Художники: В. Кривошеина и Е. Коваленко.

1969
- 1969 — «Дети Ванюшина» С. Найдёнова. Режиссёр А. Гончаров. В ролях: Ванюшин — Евгений Леонов, с 1972 года Юрий Горобец; Арина Ивановна — Нина Тер-Осипян, Константин — Александр Лазарев и Анатолий Ромашин, Алексей — Виктор Вишняк и Евгений Герасимов, Клавдия — Татьяна Карпова, Людмила — Светлана Мизери, Катя — Наталья Гундарева
- 1969 — «Разгром» по А. Фадееву. Режиссёр: Марк Захаров. В ролях: Левинсон — Армен Джигарханян, Морозко — Игорь Охлупин, Варя — Светлана Мизери, Метелица — Евгений Лазарев

## 1970-е
1970
- 1970 — «Трамвай „Желание“» Теннесси Уильямса (премьера 30 декабря). Режиссёр А. А. Гончаров. В ролях: Бланш — С. Немоляева, Стелла — С. Мизери, Стенли Ковальски — А. Джигарханян.

1974
- 1974 — «Банкрот, или Свои люди – сочтемся» А.Н. Островского. Постановка А. А. Гончарова.

1975
- 1975 — «Беседы с Сократом» Эдварда Радзинского (премьера 4 апреля). Постановка А. А. Гончарова.
- 1975 — «Старомодная комедия» А. Арбузова. Постановка А. А. Гончарова.

1977
- 1977 — «Да здравствует королева, виват!» Р. Болта (премьера 12 мая). Постановка А. А. Гончарова.

1979
- 1979 — «Леди Макбет Мценского уезда» Н. Лескова (премьера 28 апреля). Постановка А. А. Гончарова.

## 1980-е
1981
- 1981 — «Жизнь Клима Самгина» М. Горького (премьера 26 февраля). Постановка А. А. Гончарова.
- 1981 — «Игра в джин» Дональда Ли Кобурна (премьера 11 мая). Постановка Сергея Яшина.
- 1981 — «Ящерица» А. Володина (премьера 29 мая). Постановка Е. Н. Лазарева.
- 1981 — «Иван-царевич» Ю. Михайлова (премьера 14 декабря 1981 года). Постановка Евгения Каменьковича[2]
- 1981 — «Кошка на раскалённой крыше» Теннесси Уильямса (премьера 28 декабря). Постановка А. А. Гончарова.

1982
- 1982 — «Смотрите, кто пришёл!» В. Арро (премьера 23 мая). Постановка Бориса Морозова.
- 1982 — «Молва» А. Салынского. Постановка А. А. Гончарова.

1984
- 1984 — «Плоды просвещения» Л. Толстого. Постановка Петра Фоменко.
- 1984 — «Островитянин» Алексея Яковлева (премьера 21 октября). Постановка А. А. Гончарова.

1985
- 1985 — «Завтра была война» Бориса Васильева. Постановка А. А. Гончарова[3]
- 1985 — «Театр времен Нерона и Сенеки» Эдварда Радзинского. Постановка А. А. Гончарова

1986
- 1986 — «Смех лангусты» Дж. Маррелла (премьера 15 апреля). Постановка Сергея Яшина.
- 1986 — «Игра теней» Юлиу Эдлиса (премьера 19 октября). Постановка Юрия Иоффе.

1987
- 1987 — «Волшебный сон» Юлия Кима. Постановка Евгения Каменьковича, композитор Геннадий Гладков[2]
- 1987 — «Я стою у ресторана» Эдварда Радзинского. Постановка Владимира Портнова.

1988
- 1988 — «Закат» И. Бабеля (премьера 15 января). Постановка А. А. Гончарова.
- 1988 — «Круг» Сомерсета Моэма. Постановка Татьяны Ахрамковой.

1989
- 1989 — «Наливные яблоки или правда — хорошо» А. Н Островского (премьера 8 января). Постановка А. А. Гончарова.
- 1989 — «Подземный переход» Виталия Павлова (премьера 27 декабря). Постановка Юрия Иоффе.
- 1989 — «Сюжет Питера Брейгеля» Т.Василенко. Постановка Татьяны Ахрамковой.
- 1989 — «Уроки музыки» Л.Петрушевской. Постановка Сергея Арцибашева.

## 1990-е
1990
- 1990 — «Розенкранц и Гильденстерн мертвы» Тома Стоппарда (премьера 23 февраля). Постановка Евгения Арье[4].
- 1990 — «Валенсианские безумцы» Лопе де Веги. Постановка Татьяны Ахрамковой.
- 1990 — «Приключения Буратино» А. Н. Толстого (премьера 18 ноября). Постановка Юрия Иоффе.

1991
- 1991 — «Виктория?» Т. Реттигана. Постановка А. А. Гончарова.
- 1991 — «Кто боится Рэя Брэдбери?» Владимира Максимова (премьера 26 мая). Режиссёр С. Яшин.
- 1991 — «Горбун» С. Мрожека (премьера 27 декабря). Постановка А. А. Гончарова.

1992
- 1992 — «Шутка Мецената» А. Аверченко (премьера 10 сентября). Постановка Татьяны Ахрамковой.
- 1992 — «Анкор, еще анкор!» по мотивам прозы и драматургии Н. Некрасова и живописи П. Федотова. Постановка Татьяны Ахрамковой.
- 1992 — «Фарс только для взрослых, или Сказка о мертвой царевне» Н. Коляды (премьера 14 ноября). Режиссёр Сергей Арцибашев.
- 1992 — «Наполеон Первый» Ф. Брукнера (премьера 15 декабря). Восстановленный спектакль поставленный А. Эфросом в 1983 году в театре на Малой Бронной.

1993
- 1993 — «Гроза» А. Н. Островского (премьера 16 апреля). Постановка Сергея Яшина.
- 1993 — «Дни нашей жизни» Леонида Андреева (премьера 9 сентября). Впоследствии спектакль был переименован в «Любовь студента». Режиссёр Юрий Иоффе.

1994
- 1994 — «Жертва века» А. Н. Островского (премьера 17 марта). Постановка А. А. Гончарова[3]

1995
- 1995 — «Госпожа Министерша» Бранислава Нушича (премьера 25 февраля). Постановка Александра Белинского.
- 1995 — «Комедия о принце Датском» по произведениям Музы Павловой, Власа Дорошевича и Сэмюэля Беккета (премьера 15 марта, последний спектакль 29 апреля 1995 года). Постановка Татьяны Ахрамковой.
- 1995 — «Кин IV» Григория Горина (премьера 14 мая). Постановка Татьяны Ахрамковой.
- 1995 — «Театральный романс» по пьесе А. Н. Толстого «Кукушкины слёзы». Постановка А. А. Гончарова.

1996
- 1996 — «В баре токийского отеля» Т. Уильямса. Постановка А. Шапиро.

1997
- 1997 — «Любовный напиток» по пьесе П. Шеффера «Леттис и Лавидж» (премьера 14 октября). Постановка Татьяны Ахрамковой.
- 1997 — «Забавы Дон Жуана» Музы Павловой. Постановка Татьяны Ахрамковой.
- 1997 — «Как вам это полюбится» Шекспира (премьера 27 декабря). Постановка А. А. Гончарова.

1998
- 1998 — «Чума на оба ваши дома!» Григория Горина. Режиссёр-постановщик: Татьяна Ахрамкова, художник: Станислав Морозов, художник по костюмам: Ксения Шимановская, композитор: Андрей Мисин, танцы и пластика: Сергей Цветков, художник по свету: Геннадий Бирюшов. (премьера 24.09.1998)

1999
- 1999 — «Загадочные вариации» Эрика Шмита (премьера 16 октября). Режиссёр - Елена Невежина.

## 2000-е
2002
- 2002 — «Женитьба» Николая Гоголя. Режиссёр-постановщик: Сергей Арцибашев, художник: Олег Шейнцис, музыкальное оформление: Павел Герасимов, заведующая музыкальной частью: Виолетта Негруца, балетмейстер-репетитор: Ирина Орлик, художник по свету: Геннадий Бирюшов. (премьера 05.09.2002)[5]
- 2002 — «Синтезатор любви» Алана Эйкборна. Режиссёр-постановщик Леонид Хейфец, художник: Сергей Бархин, художник по костюмам: Татьяна Бархина, звуковое и музыкальное оформление: Дмитрий Николаев, художник по свету: Геннадий Бирюшов. (премьера 15.12.2002)

2003
- 2003 — «Банкет» Нила Саймона. Режиссёр-постановщик: Сергей Арцибашев, художник: Ольга Шагалина, художник по костюмам: Анастасия Шенталинская, балетмейстер: Валентина Нелюбина, художник по свету: Геннадий Бирюшов, музыкальное оформление: Студия АУДИОТЕАТР Асафа Фараджева. (премьера 17.05.2003)

2004
- 2004 — «Развод по-женски» Клер Бут Люс. Режиссёр-постановщик: Сергей Арцибашев, художник: Ольга Шагалина, музыкальное оформление: Виолетта Негруца. (премьера 20.02.2004)
- 2004 — «Старомодная комедия» Алексея Арбузова. Режиссёр-постановщик: Владимир Портнов, художник: Илья Евдокимов, художник по костюмам: Ника Барабаш, музыкальное оформление: Виктор Мельников. (премьера 12.09.2004)
- 2004 — «Устрицы» А.П. Чехов, Аркадиий Аверченко. Режиссёр-постановщик: Сергей Арцибашев, композитор: Павел Герасимов. (премьера 23.09.2004)
- 2004 — «Любовь глазами сыщика» Питер Шеффер. Режиссёр-постановщик: Сергей Арцибашев, художник по костюмам: Ольга Малягина. (премьера 03.12.2004)

2005
- 2005 — «Шестеро любимых» Алексея Арбузова. Режиссёр-постановщик: Екатерина Гранитова, художник: Ирина Ютанина, балетмейстер: Марина Суворова, музыкальный руководитель: Григорий Ауэрбах. (премьера 15.02.2005)
- 2005 — «Бермуды» Юрия Юрченко. Режиссёр-постановщик: Вадим Данцигер, хореография: Александр Ермаков, сценография: Вадим Данцигер. (премьера 20.02.2005)
- 2005 — «Приключения Красной Шапочки» Юлий Ким[2]. Режиссёр-постановщик: Юрий Иоффе, композитор: Геннадий Гладков, аранжировка: Виолетта Негруца, художник: Мария Рыбасова, хореография и пластика: Ирина Филиппова. (премьера 23.03.2005)
- 2005 — «Мёртвые души»[6] Николая Гоголя. Режиссёр-постановщик: Сергей Арцибашев, художник-постановщик: Александр Орлов, художник по костюмам: Ирина Чередникова, композитор: Владимир Дашкевич, хореография: Юрий Клевцов. (премьера 12.11.2005)

2006
- 2006 — «Лист ожидания» Александр Мардань. Режиссёр-постановщик: Андрей Максимов, композитор: Илья Тилькин, автор песен: Александр Шаганов, режиссер по пластике: Сесиль Плеже, художник по костюмам: Анастасия Шенталинская. (премьера 14.01.2006)

2008
- 2008 — «Развод по-мужски» Нила Саймона. Режиссёр-постановщик: Сергей Арцибашев, Сергей Посельский, художник-постановщик: Виктор Шилькрот, художник по костюмам: Ирэна Белоусова, художник по свету: Геннадий Бирюшов. (премьера 03.01.2008)
- 2008 — «На бойком месте» А. Н. Островского. Режиссёр-постановщик: Юрий Иоффе, художник: Анастасия Глебова, музыкальное оформление: Виолетта Негруца[7] (премьера 09.01.2008)
- 2008 — «Авантюристы» Алэн Вернье. Режиссёр-постановщик: Владимир Глазков, сценография и костюмы: Елена Дмитракова, балетмейстер-постановщик: Светлана Шустова. (премьера 09.02.2008)
- 2008 — «Опасный поворот» Джон Б.Пристли. Режиссёр-постановщик: Сергей Арцибашев, художник: Владимир Арефьев, балетмейстер: Наталья Гаранина, музыкальное оформление: Виолетта Негруца, художник по свету: Геннадий Бирюшов. (премьера 04.04.2008)
- 2008 — «Амуры в снегу» Юлия Кима, Леонида Эйдлина по пьесе Д.Фонвизина "Бригадир" . Режиссёр-постановщик: Екатерина Гранитова, художник: Ирина Ютанина, композитор: Григорий Ауэрбах, балетмейстер: Филипп Черкасов, художник по свету: Евгений Виноградов, фортепианное трио: Александр Браже. (премьера на Малой сцене театра состоялась 12.12.2008, затем спектакль шел на Сцене на Сретенке, премьера на Основной сцене – 07.11.2011)

2009
- 2009 — «Рубеж» Александра Пудина. Режиссёр-постановщик: Александр Блинов, художник: Виктор Архипов, балетмейстер: Наталья Гаранина. (премьера 04.12.2009)
- 2009 — «Как поссорились...» на основе "Повести о том, как поссорился Иван Иванович с Иваном Никифоровичем" Н.В. Гоголя. Режиссёр-постановщик: Сергей Арцибашев, художник: Владимир Арефьев, балетмейстер: Наталья Гаранина, музыкальное оформление: Виолетта Негруца. (премьера 01.04.2009)
- 2009 — «Золотой ключик» А.Толстого. Режиссёр-постановщик: Юрий Иоффе, сценография и костюмы: Борис Бланк, композитор: Виолетта Негруца, хореография и пластика: Алексей Молостов, балетмейстер-репетитор: Ирина Орлик. (премьера 06.11.2009)

## 2010-е
2010
- 2010 — «Не все коту масленица» А. Н. Островского. Режиссёр-постановщик: Леонид Хейфец, художник-постановщик: Валерий Фомин, художник по костюмам: Ольга Кулагина. (премьера 20.11.2010)

2011
- 2011 — «Дети портят отношения» Жана Летраза. Режиссер-постановщик: Семен Стругачев, сценография: Семен Стругачев, художник по свету: Геннадий Бирюшов. (премьера 14.01.2011)
- 2011 — «Квит на квит» А.Н. Будищева. Режиссёр-постановщик: Юрий Иоффе, автор инсценировки: Юрий Шилов, сценография и костюмы: Анастасия Глебова, музыкальное оформление: Виолетта Негруца, художник по свету: Геннадий Бирюшов, режиссер-ассистент: Александр Гнездилов. (премьера 08.04.2011)
- 2011 — «Месяц в деревне» Ивана Тургенева. Режиссёр-постановщик: Александр Огарев, художник: Татьяна Виданова, балетмейстер: Наталья Шурганова, художник по свету: Тарас Михалевский. (премьера 29.10.2011)
- 2011 — «Маяковский идет за сахаром» Саши Денисовой. Режиссер-постановщик: Алексей Кузмин-Тарасов, художник: Полина Гришина, художник по свету: Геннадий Бирюшов, музыкальное оформление: Юлия Шумова. (премьера 27.12.2011)

2012
- 2012 — «Таланты и поклонники» А. Н. Островского. Режиссёр-постановщик: Миндаугас Карбаускис, художник: Бархин Сергей, костюмы: Наталья Войнова, свет: Сергей Скорнецкий, музыкальное оформление: Пускунигис Гиедрюс[8] (премьера 21.01.2012)
- 2012 — «На чемоданах» Ханох Левин. Режиссер-постановщик:  Александр Коручеков, художник: Наталья Войнова, Сергей Скорнецкий, композитор: Дмитрий Катханов. (премьера 06.03.2012)
- 2012 — «Любовь людей» Дмитрия Богославского. Режиссер-постановщик: Никита Кобелев, художник: Анастасия Бугаева, Тимофей Рябушинский, художник по свету: Геннадий Бирюшов. (премьера 27.06.2012)
- 2012 — «Дядюшкин сон» Федора Достоевского. Режиссер-постановщик: Екатерина Гранитова, художник-постановщик: Елена Ярочкина, художник по костюмам: Максим Обрезков, музыкальный руководитель: Григорий Ауэрбах, художник по свету: Сергей Скорнецкий. (премьера 04.09.2012)
- 2012 — «Господин Пунтила и его слуга Матти» Бертольта Брехта. Режиссёр-постановщик: Карбаускис Миндаугас, пространство: Сергей Бархин, музыка: Пауль Дессау, костюмы: Наталья Войнова, художник по свету: Сергей Скорнецкий. (премьера 13.11.2012)[9]
- 2012 — «Цена» Артура Миллера. Режиссер-постановщик: Леонид Хейфец , художник: Владимир Арефьев, режиссер-ассистент: Владислав Ляховецкий, художник по свету: Геннадий Бирюшов, музыкальное оформление: Виолетта Негруца, автор перевода: Виктор Денисов. (премьера 29.11.2012)
- 2012 — «Девятьподесять» Саша Денисова. Режиссер-постановщик: Никита Кобелев, художник: Тимофей Рябушинский. (премьера 02.12.2012)
- 2012 — «Записки сумасшедшего» Николая Гоголя. Режиссер-постановщик: Туфан Имамутдинов, художник: Тимофей Рябушинский, художник по свету: Нарек Туманян. (премьера 04.12.2012)

2013
- 2013 — «Август. Графство Осейдж» Трейси Леттс. Режиссёр-постановщик: Эцис Гиртс, пространство: Гинтс Габранс, костюмы: Виктория Севрюкова, видео-инсталляция: Инета Сипунова, Индулис Гайланс, художник по свету: Сергей Скорнецкий, музыкальное оформление: Юлия Шумова, автор перевода: Ольга Бухова. (премьера 29.01.2013)[10]
- 2013 — «Чудаки» Максима Горького. Режиссёр-постановщик: Юрий Иоффе, художник-постановщик: Анастасия Глебова, художник по костюмам: Мария Кривцова, художник по свету: Геннадий Бирюшов, музыкальное оформление: Виолетта Негруца, режиссер-ассистент: Александр Гнездилов. (премьера 13.04.2013)
- 2013 — «Враг народа» Генрик Ибсен, версия Саши Денисовой. Режиссёр-постановщик: Никита Кобелев, художник-постановщик и автор мультимедиа: Михаил Краменко, художник по костюмам: Наталья Войнова, оператор-постановщик: Сюзанна Мусаева, художник по свету: Андрей Абрамов, музыкальное оформление: Юлия Шумова, драматург: Саша Денисова. (премьера 27.04.2013)
- 2013 — «Мама-кот» Луис Сепульведа. Режиссёр-постановщик: Полина Стружкова, композитор: Максим Леонидов, музыкальный руководитель: Ольга Шайдуллина, сценография и костюмы: Михаил Краменко, художник по свету: Игорь Капустин, автор инсценировки: Шаврин Александр. (премьера 14.09.2013)
- 2013 — «Лакейская» Николай Гоголь. Режиссёр-постановщик: Григорий Добрыгин, художник-постановщик:Григорий Добрыгин, художник по свету: Геннадий Бирюшов. (премьера 24.11.2013)
- 2013 — «Кант» Марюс Ивашкявичюс. Режиссёр-постановщик: Карбаускис Миндаугас, пространство:  Сергей Бархин, костюмы: Наталья Войнова, художник по свету: Сергей Скорнецкий, автор перевода: Георгий Ефремов. (премьера 17.12.2013)

2014
- 2014 — «Бердичев» Фридриха Горенштейна. Режиссёр-постановщик: Никита Кобелев, художник-постановщик: Михаил Краменко, художник по костюмам: Наталья Войнова , художник по свету: Игорь Капустин, композитор: Ави Беньямин, педагог по речи: Анна Бруссер, консультант спектакля: Юрий Векслер. (премьера 20.02.2014)
- 2014 — «Бесприданница» А.Н. Островского. Режиссёр-постановщик: Лев Эренбург, художник-постановщик: Валерий Полуновский, художник по костюмам: Вера Курицина, художник по свету: Тарас Михалевский. (премьера 07.05.2014)
- 2014 — «Декалог на Сретенке» Саши Денисовой (премьера 19 сентября). Режиссёр-постановщик: Никита Кобелев, художники: Алексей Трегубов, Анна Румянцева, художник по костюмам: Наталья Войнова, хореограф: Александр Андрияшкин, художник анимации: Сергей Аврамов, видео: Сюзанна Мусаева, идея: Миндаугас Карбаускис. (премьера 19.09.2014)
- 2014 — «В.О.Л.К. (Вот Она Любовь Какая)» Василия Аксенова. Дипломный спектакль выпускников Мастерской Олега Кудряшова (ГИТИС), который вошел в репертуар театра Маяковского. Режиссер-постановщик: Светлана Землякова, художник-консультант: Наталья Войнова, художник по свету: Геннадий Бирюшов. (премьера на Малой сцене 14.10.2014, с 10 февраля 2015 года спектакль шёл на Сцене на Сретенке).
- 2014 — «Отцы и сыновья» Брайана Фрила. Режиссер-постановщик: Леонид Хейфец, художник-постановщик: Владимир Арефьев, художник по костюмам: Ольга Поликарпова, ассистент режиссёра: Владислав Ляховецкий, автор перевода: Михаил Стронин. (премьера 31.10.2014)

2015
- 2015 — «Плоды просвещения» Льва Толстого. Режиссёр-постановщик: Карбаускис Миндаугас, пространство: Сергей Бархин, костюмы: Наталья Войнова, музыка: Гиедрюс Пускунигис, художник по свету: Игорь Капустин. (премьера 21.02.2015)
- 2015 — «LIEBE. Schiller» сочинение по пьесе Фридриха Шиллера "Разбойники". Режиссёр-постановщик: Юрий Бутусов, ассистент режиссёра: Громова Евгения. С 23.01.2014 спектакль шел в Театре им. Ленсовета, а в рамках совместного проекта Театра Маяковского и Театра Ленсовета спектакль с 04.03.2015 стал идти на Сцене на Сретенке.
- 2015 — «Последние» Максим Горький. Режиссёр-постановщик: Никита Кобелев, художник-постановщик: Михаил Краменко, художник по костюмам: Наталья Войнова, художник по свету: Игорь Капустин, композитор: Avi Benjamin. (премьера 09.04.2015)
- 2015 — «Маэстро» Карела Чапека. Режиссёр-постановщик: Юрий Иоффе, художник-постановщик: Анастасия Глебова, художник по костюмам: Андрей Климов, художник по свету: Геннадий Бирюшов, музыкальное оформление: Виолетта Негруца, автор инсценировки: Шаврин Александр, хореограф: Ирина Филиппова. (премьера 25.04.2015)
- 2015 — «На траве двора» Асар Эппель. Режиссёр-постановщик: Светлана Землякова, художник-постановщик: Алина Бровина, художник по костюмам: Вера Соколова, художник по свету: Сергей Васильев, музыкальный руководитель: Евгений Бархатов, видеопроекция: Игорь Никитин. (премьера 17.10.2015)
- 2015 — «Фабрика слов» Аньес де Лестрад. Режиссёр-постановщик: Ольга Лапина, художник:  Мариус Яцовскис, композитор и музыкальный руководитель: Павел Акимкин, художник по свету: Сергей Васильев. (премьера 19.12.2015)
- 2015 — «Малыш и кот» Екатерина Гаева, Нина Беленицкая, Анастасия Орлова. Режиссёр-постановщик: Екатерина Гаева, либретто: Нина Беленицкая, стихи: Анастасия Орлова, сценография: Виктор Никоненко, пластика: Анастасия Смирницкая, музыка: Алексей Головизнин, Артём Журавлев, Андрей Сысоев, Виолетта Негруца, проекция: Арт-студия Дмитрия Довченко, педагог по речи: Вера Ельникова. (премьера 26.12.2015)

2016
- 2016 — «Русский роман» Марюса Ивашкявичюса. Режиссёр-постановщик: Карбаускис Миндаугас, пространство: Сергей Бархин,  музыка: Гиедрюс Пускунигис, костюмы: Мария Данилова, свет: Игорь Капустин. (премьера 23.01.2016). Российская национальная театральная премия «Золотая маска» в номинации «Лучшая женская роль», «Лучшая работа драматурга», «Лучший драматический спектакль большой формы», сезон 2015-2016.
- 2016 — «Я была в доме и ждала...» Жан-Люк Лагарс. Режиссер-постановщик: Анатолий Шульев, художник: Ольга Богатищева, композитор: Полина Шульева , художник по свету: Максим Бирюков, автор перевода: Андрей Наумов. (премьера 25.03.2016)
- 2016 — «Кавказский меловой круг» Бертольта Брехта. Режиссер-постановщик: Никита Кобелев, художник-постановщик: Михаил Краменко, художник по костюмам: Мария Данилова, музыкальный руководитель и аранжировщик: Николай Орловский, хореограф: Александр Андрияшкин, музыка: Круглый Бенд, художник по свету: Игорь Капустин, автор перевода: Соломон Апт, новый перевод зонгов: Святослав Городецкий, педагог по вокалу: Татьяна Пыхонина. (премьера 23.04.2016)
- 2016 — «Все мои сыновья» Артура Миллера. Режиссер-постановщик: Леонид Хейфец, художник-постановщик: Владимир Арефьев, художник по костюмам: Ольга Поликарпова, художник по свету: Андрей Абрамов, автор перевода: Е.Голышева и Ю.Семенов, Дмитрий Вознякевич. (премьера 05.11.2016)
- 2016 — «Человек, который принял жену за шляпу» Оливера Сакса. Режиссер-постановщик: Никита Кобелев, художник по костюмам: Марина Бусыгина, видеохудожник: Елизавета Кешишева, хореограф: Александр Андрияшкин, художник по свету: Андрей Абрамов, авторы перевода: Григорий Хасин, Юлия Численко, музыкальный руководитель: Татьяна Пыхонина. (премьера 26.11.2016)

2017
- 2017 — «Изгнание / Мой друг Фредди Меркьюри» Марюса Ивашкявичюса. Режиссёр-постановщик: Карбаускис Миндаугас, пространство: Сергей Бархин, костюмы: Мария Данилова, художник по свету: Тарас Михалевский, автор перевода: Георгий Ефремов. (премьера 03.02.2017). Лауреат Российской национальной театральной премии «Золотая Маска» в номинации «Лучшая мужская роль», сезон 2016-2017.
- 2017 — «Бешеные деньги» Александра Островского. Режиссёр-постановщик: Анатолий Шульев, художник: Мариус Яцовскис, композитор: Полина Шульева , художник по свету: Максим Бирюков. (премьера 07.04.2017)
- 2017 — «Блажь» Петра Невежина, Александра Островского. Режиссёр-постановщик: Юрий Иоффе, художник-постановщик: Анастасия Глебова, художник по костюмам: Андрей Климов, композитор: Виолетта Негруца, художник по свету: Тарас Михалевский, ассистент режиссёра: Александр Гнездилов. (премьера 02.09.2017)
- 2017 — «Пигмалион» Бернарда Шоу. Режиссёр-постановщик: Леонид Хейфец, художник: Владимир Арефьев, художник по свету: Андрей Абрамов, режиссёр-ассистент: Владислав Ляховецкий, композитор: Виолетта Негруца, авторы перевода: Полина Мелкова, Наталья Рахманова. (премьера 08.12.2017)

2018
- 2018 — «Сказки Венского леса» Эден фон Хорвата (премьера  3 февраля). Режиссер-постановщик: Никита Кобелев,  художник-постановщик: Михаил Краменко, художник по костюмам: Мария Данилова, художник по свету: Андрей Абрамов, музыкальный руководитель: Николай Орловский, хореограф: Александр Андрияшкин, автор перевода: Юрий Архипов. (премьера 03.02.2018)
- 2018 — «Донжуан» Жан-Батист Мольер. Режиссер-постановщик: Анатолий Шульев, художник-постановщик: Мариус Яцовскис, художник по костюмам: Мария Данилова, художник по свету: Оскарc Паулиньш, композитор: Полина Шульева, саунд-дизайнер: Филипп Карецос, хореограф: Александр Лимин, автор перевода: Андрей Федоров. (премьера 07.04.2018)
- 2018 — «Москва. Дословно». Режиссёр-постановщик: Никита Кобелев, художник: Наталья Шендрик. (премьера 30.09.2018)
- 2018 — «Обломов» Ивана Гончарова. Режиссёр-постановщик: Карбаускис Миндаугас, сценография: Сергей Бархин, костюмы: Мария Данилова, музыка: Фаустас Латенас, свет: Александр Мустонен. (премьера 21.12.2018)

2019
- 2019 — «Снимается кино» Эдварда Радзинского. Режиссёр-постановщик: Юрий Иоффе, художник: Анастасия Глебова, композитор: Виолетта Негруца, балетмейстер: Инга Гамхиташвили, художник по свету: Елена Перельман. (премьера 16.02.2019)
- 2019 — «Московский хор» Людмилы Петрушевской. Режиссёр-постановщик: Никита Кобелев, художник-постановщик: Моника Пормале, художник по костюмам: Виктория Севрюкова, художник по свету: Оскарc Паулиньш, музыкальный руководитель: Елена Амирбекян. (премьера 21.05.2019)
- 2019 — «Йокнапатофа» Уильяма Фолкнера. Режиссёр-постановщик: Карбаускис Миндаугас, художник-постановщик: Мария Митрофанова, художник по костюмам: Мария Данилова, художник по свету: Елена Перельман, автор перевода: Виктор Голышев. (премьера 19.12.2019)

## 2020-е
2020
- 2020 — «Старший сын» Александра Вампилова. Режиссёр-постановщик: Анатолий Шульев, художник-постановщик: Мариус Яцовскис, художник по костюмам: Мария Данилова, художник по свету: Александр Мустонен, композитор: Полина Шульева. (премьера 24.01.2020)
- 2020 — «Дикарка» Александра Островского, Николая Соловьева. Режиссёр-постановщик: Юрий Иоффе, художник-постановщик: Анастасия Глебова, художник по костюмам: Ольга Рябушинская, композитор: Виолетта Негруца, режиссер-ассистент: Александр Гнездилов, художник по свету: Елена Перельман. (премьера 29.09.2020)
- 2020 — «Семейный альбом» Томас Бернхард. Режиссёр-постановщик: Карбаускис Миндаугас, пространство: Сергей Бархин, костюмы: Мария Данилова, автор перевода: Михаил Рудницкий, художник по свету: Александр Мустонен. (премьера 30.10.2020)

2021
- 2021 — «В день свадьбы» по пьесе Виктора Розова. Режиссёр-постановщик: Анастасия Имамова, художник-постановщик: Мариус Яцовскис, художник по свету: Марк Ставцев. (премьера 02.01.2021)
- 2021 — «Как важно быть серьёзным» Оскар Уайльд. Режиссёр-постановщик: Анатолий Шульев, художник-постановщик: Мариус Яцовскис, художник по костюмам: Мария Данилова, композитор: Полина Шульева, художник по свету: Александр Мустонен, автор перевода: Валерий Чухно. (премьера 13.02.2021)
- 2021 — «Школа жён» Жан-Батист Мольер. Режиссёр-постановщик: Карбаускис Миндаугас, художник: Зиновий Марголин, художник по костюмам: Мария Данилова, композитор: Полина Шульева, художник по свету: Александр Мустонен. (премьера 17.04.2021)
- 2021 — «Новаторы» оригинальное произведение, созданное творческим коллективом Театра. Режиссёр-постановщик: Никита Кобелев, художник-постановщик: Мариус Яцовскис, художник по костюмам: Марина Бусыгина, видеохудожник: Илья Старилов, художник по свету: Елена Перельман, хореограф: Катерина Незванова. (премьера 10.06.2021)
- 2021 — «Обыкновенная история» Иван Гончаров. Дипломный спектакль Мастерской Миндаугаса Карбаускиса (ГИТИС), который впоследствии был включен в репертуар Театра Маяковского. Режиссёр-постановщик: Никита Кобелев. (премьера в ГИТИСе 27.02.2021, премьера на Малой сцене Театра Маяковского 29.09.2021)

2022
- 2022 — «На всякого мудреца довольно простоты» А.Н. Островского. Режиссёр-постановщик: Анатолий Шульев, художник: Мариус Яцовскис, художник по костюмам: Мария Данилова, художник по свету: Александр Мустонен, композитор: Полина Шульева. (премьера 21.01.2022)
- 2022 — «Счастливые дни несчастливого человека» Алексея Арбузова. Режиссёр-постановщик: Юрий Иоффе, художник: Анастасия Глебова, художник по свету: Евгений Виноградов, музыкальное оформление: Виолетта Негруца, режиссер-ассистент: Александр Гнездилов. (премьера 21.05.2022)
- 2022 — «Истории». Спектакль-альманах к столетию Театра Маяковского. Режиссёр-постановщик: Егор Перегудов, сценография и костюмы: Владимир Арефьев, художник по свету: Андрей Абрамов, хореограф: Татьяна Чижикова, музыка: Сергей Филиппов и Виолетта Негруца, видеохудожник: Виктор Васильев. (премьера 29.10.2022)

2023
- 2023 — «Войцек» Георг Бюхнер. Режиссёр-постановщик: Филипп Гуревич, художник: Анна Агафонова, художник: Антон Трошин, художник по свету: Павел Бабин, переводчик: Альберт Карельский, Александр Филиппов-Чехов. (премьера 11.03.2023)
- 2023 — «Любовь по Маркесу». Режиссёр-постановщик: Егор Перегудов, сценография и костюмы: Владимир Арефьев, художник по свету: Дамир Исмагилов, композитор: Сергей Филиппов, композитор: Виолетта Негруца, хореограф: Денис Тагинцев. (премьера 08.04.2023)
- 2023 — «Фауст» И.С. Тургенев. Режиссёр-постановщик: Вера Камышникова, художник: Эмиль Капелюш, художник по костюмам: Яна Глушанок, художник по свету: Андрей Абрамов, хореограф: Сергей Тонышев, композитор: Иван Соколов. (премьера 22.04.2023)
- 2023 — «Поиск продолжается» документальные истории совместно с поисково-спасательным отрядом «ЛизаАлерт». Режиссёр-постановщик: Дмитрий Крестьянкин. (премьера 11.05.2023)
- 2023 — «Мера за меру» Уильям Шекспир. Режиссёр-постановщик: Александр Золотовицкий, художник: Софья Шнырева, художник по свету: Анна Короткова, хореограф: Саша Колосовская. (премьера 16.09.2023)
- 2023 — «Палата №6» А.П. Чехов. Режиссёр-постановщик: Евгений Закиров, художник: Евгения Шутина, художник по свету: Андрей Абрамов. (премьера 30.09.2023)
- 2023 — «Лес» А.Н. Островского. Режиссёр-постановщик: Егор Перегудов, сценография и костюмы: Владимир Арефьев, свет: Андрей Абрамов, музыка: Сергей Филиппов, видеохудожник: Виктор Васильев. (премьера 28.10.2023)
- 2023 — «Другая сказка» Сергей Урсуляк. Режиссёр-постановщик: Сергей Урсуляк, художник: Евгения Шутина, художник по свету: Андрей Абрамов, видеохудожник: Дмитрий Мартынов, хореограф: Ирина Кашуба, композитор: Василий Тонковидов. (премьера 16.12.2023)

2024
- 2024 — «Габриеле. Итальянская комедия» Фаусто Паравидино, Джампьеро Раппа. Режиссёр-постановщик: Сергей Тонышев, художник консультант: Филипп Шейн, художник по костюмам: Владимир Кравченко, художник по свету: Иван Васецкий. (премьера 27.03.2024)
- 2024 — «Виндзорские насмешницы» Уильям Шекспир. Режиссёр-постановщик: Владимир Данай, сценография и костюмы: Ольга Кузнецова, свет: Георгий Новиков. (премьера 04.04.2024)
- 2024 — «Симон» Наринэ Абгарян. Режиссёр-постановщик: Денис Хуснияров, художник: Семен Пастух, художник по костюмам: Стефания Граурогкайте, художник по свету: Игорь Фомин, хореограф: Павел Самохвалов, композитор: Василий Тонковидов, автор инсценировки: Ирина Васьковская. (премьера 27.04.2024)
- 2024 — «Парадокс скворца» Майя Арад Ясур. Режиссёр-постановщик: Ирина Васильева, художник-постановщик и художник по костюмам: Нина Юнгвальд-Хилькевич, художник по свету: Павел Бабин, композитор: Арина Назарова. (премьера 13.06.2024)
- 2024 — «Багдадский вор и чёрная магия» Юрий Энтин, Давид Тухманов. Режиссёр-постановщик: Егор Перегудов, сценограф-постановщик: Владимир Арефьев, художник по свету: Андрей Абрамов, хореограф: Денис Тагинцев, музыкальный руководитель: Алла Тарасова, аранжировщик: Алексей Скипин, художник-конструктор куклы: Виктор Никоненко, консультант по работе с куклой: Максим Кустов, постановщик сценических полетов: Алексей Савельев, мультипликатор: Анастасия Сэмбон. (премьера 20.09.2024)
- 2024 — «2007» по пьесе Дмитрия Крестьянкина. Режиссёр-постановщик: Дмитрий Крестьянкин, художник: Александра Мошура, видеохудожник: Александр Марьин, художник по свету: Татьяна Демина. (премьера 26.10.2024)
- 2024 — «Сон в русскую ночь». Режиссёр-постановщик: Петр Айду, художник-постановщик: Катя Бочавар, художник по свету: Елена Перельман, автор инсценировки: Анна Литкенс, саунд-дизайнер: Софья Матросова, консультант по синхронным шумам: Мария Рассохина, технолог: Александра Тончева. (премьера 23.11.2024)

2025
- 2025 — «Евгений Онегин» по роману А.С. Пушкина. Режиссёр-постановщик: Егор Перегудов, сценография и костюмы: Владимир Арефьев, художник по свету: Дамир Исмагилов, хореограф: Игорь Шаройко, консультант по фольклору: Сергей Старостин. (премьера 31.01.2025)